# 신아부라카와 신호장
신아부라카와 신호장(新油川信号場, しんあぶらかわしんごうじょう)은 일본 아오모리현 아오모리시 아부라카와에 위치한 JR동일본 쓰가루 선의 신호장이다.

## 역사
- 1988년 3월 13일 - 가이쿄 선 개통에 따른 선로용량 증가를 위해 개업.

## 구조
상하본선 사이에 중선이 있는 3선 구조의 신호장으로, 홋카이도 방면을 오가는 장대한 화물열차의 교행에 대비하여 상당히 긴 유효장이 확보되어 있다. 또, 양 방향으로 안전측선이 설치되어 있어 상하 양방향으로부터 동시에 열차가 들어올 수 있다.
이 신아부라카와 신호장을 경계로 아오모리 쪽은 아오모리역이, 카니타 쪽은 하코다테 관제소가 각각 운전관제를 맡는다.

## 역 주변
- 아오모리 차량 센터
- 2010년 12월의 도호쿠 신칸센 연장 개통되어 신칸센 차량기지도 생겼다.